# Штедња
Штедња уопштено значи чување и одлагање материјалних добара и новца, на пример улагањем у банку или рецимо у пензијски фонд. 
Проводи се одгађањем односно ограничавањем потрошње за одређено време или тако што се чувају добра од бескорисног или друштвено мање корисног трошења у односу на друге потребе. Велико екеномско значење има штедња средстава за рад, предмета рада и радне снаге. 
Разликује се материјална, новчана, индивидуална, колективна, добровољна и присилна штедња. Због њеног великог значења за друштво свака земља води бригу о штедњи, оснива за то посебне установе, различитим мерама подстиче становништво да штеди и брине се да уштеде буду рационално искориштене. Посебно је распрострањена штедња новца, и то улагањем новца у штедне установе, банке или поштанске штедионице. За ту сврху штедне установе издају посебне штедне књижице. Гомилањем многобројних ситних штедних улога прикупљају се велика новчана средства, која се могу искористити за постизање крупник економских или других друштвених циљева. 
Године 1924. у Милану основан је Међународни институт за штедњу. Истовремено је уведен и Светски дан штедње (31. октобар), када се посебно запажа пропаганда штедње преко најразличитијих средстава јавног информисања, додјељују се штедишама разлчичите награде и сл. У макроекономском смислу штедња се може поистоветити са акумулацијом.
У ширем смислу, штедња значи смањење трошкова. 
За разлику од инвестиције која је такође улагање новца, штедња нема елементе ризика.